# The Quireboys
The Quireboys sind eine britische Rock-’n’-Roll-, Hard-Rock- und Glam-Rock-Band.

## Geschichte
Den Grundstein der Band legte bereits 1984 der damals 17-jährige Sänger Jonathan 'Spike' Gray, der von Newcastle upon Tyne nach London zog und dort auf den Gitarristen Guy Bailey traf. Nächster im Bund wurde Bassist Nigel Mogg (Neffe von UFO-Sänger Phil Mogg), dem bald der Schlagzeuger Paul Hornby (der wenig später The Dogs D’Amour gründete) und Chris Johnstone am Klavier folgten.
The Queerboys starteten ihre Karriere als Rhythm and Blues beeinflusste Hardrock-Band im Londoner Marquee Club. Nachdem sie 1987 das Angebot bekamen, auf dem Reading Festival zu spielen, falls sie ihren Namen ändern, tauften sie sich in The Quireboys um.
1989 durften sie als Vorband von Guns N’ Roses im Hammersmith Odeon in London spielen. Auch Auftritte als Vorgruppe von Hanoi Rocks und Yngwie Malmsteen wurden absolviert. Als Ozzys Ehefrau Sharon Osbourne wenig später das Management übernahm, standen The Quireboys für ihr Debüt A Bit Of What You Fancy bei EMI unter Vertrag. Es erschien 1990, nachdem es bereits 1989 durch die Single 7 O'Clock promotet wurde. Auf der Tour zu diesem Album spielte die Band unter anderem mit Soundgarden, Iggy Pop und den L.A. Guns Konzerte.
Auf ihren Touren schnitten sie ihr erstes Livealbum "Recorded Around The World" mit und machten sich dann an die Arbeiten zum zweiten Album. Gemeinsam mit dem Produzenten Bob Rock nahmen sie "Bitter Sweet & Twisted" auf, gingen aber in der aufkommenden Grunge-Welle unter. Zwar spielten sie mit Guns N’ Roses auf der "Use Your Illusion"-Tour, doch dann fiel die Formation 1993 auseinander.
Zur ersten ernst zu nehmenden Reunion kam es, als Spike, Gitarrist Guy und Bassist Nigel einen Neustart 2001 wagten. So folgte das dritte Album "This Is Rock'n'Roll", auf dem Luke Bossendorfer an der Gitarre und Martin Henderson am Schlagzeug debütierten. Das Album wurde jedoch auf dem Label Sanctuary Records veröffentlicht. Für die anschließenden Auftritte in England sprang Jason Bonham ein. 2002 folgte mit 100% Live - 2002 ein Live-Album zur Tour. 2004 erschien das Album Well Oiled, bei dem Paul Guerin (Gitarre), Pip Mailing (Schlagzeug) und Keith Weir (Keyboards) mitspielen. Erneut wurde ein Label-Wechsel vollzogen, denn das Album erschien über SPV. Im selben Jahr spielte die Band zum ersten Mal auf dem Wacken Open Air. In der Folgezeit verließ Bassist Nigel Mogg erneut die Band und wurde durch Jimi Cruthley ersetzt. In dieser Besetzung erschien 2008 das Album Homewreckers & Heartbreakers, dass ohne Plattenlabel veröffentlicht wurde. Bereits 2009 folgte mit Halfpenny Dancer das nächste Album, diesmal mit Damon Williams am Bass, Phil Martini am Schlagzeug und Jerkin Crocus als Plattenlabel. 2009 wurde ihr Debütalbum A Bit Of What You Fancy wiederveröffentlicht. Auf der folgenden Tour trat die Band unter anderem beim Bang-Your-Head-Festival in Balingen auf. 2010 folgte das Live-Album Live In London, dass jedoch die gleichen Songs enthielt wie das Live-Album 100% Live - 2002 von 2002. 2012 spielte die Band auf dem Download-Festival.
2013 veröffentlichte die Band über das Label Off Yer Rocka das Album Beautiful Curse, auf dem Simon Hanson Schlagzeug spielt und kein Bassist angegeben ist. Dazu spielte die Band im selben Jahr auf dem Sweden Rock Festival. Für das 2014 erschienene Album Black Eyed Sons kehrte Schlagzeuger Pip Mailing zurück. Neuer Bassist war zudem Nick Mailing.
Ein Blues-Set anlässlich eines Auftritts auf dem Ramblin' Man-Festival führte zu der Idee, ein komplettes Album mit Covers von Blues-Klassikern aufzunehmen. Es wurde 2017 unter dem Namen White Trash Blues veröffentlicht.
Bis 2022 standen hauptsächlich Spike und Gitarrist Guy Griffin hinter der Band. Bis zu dem Album Well Oiled 2004 war Bassist Nigel Mogg ebenfalls einer der führenden Köpfe. Die Band ist bekannt für viele Besetzungswechsel. An das Debütalbum von 1990, das in Großbritannien Platz 2 der Charts erklomm, konnte die Band jedoch nicht anknüpfen. Mit Paul Guerin und Keith Weir hatte die Band jedoch wieder zwei langfristige Mitglieder gefunden.

### Namensstreit und Entstehung zweier Bands
Im März 2022 gab die Band ihre Trennung von Sänger Spike bekannt. Spike wiederum beanspruchte den Bandnamen für sich und schloss sich mit den Gründungsmitgliedern Guy Bailey und Nigel Mogg sowie dem Keyboarder Chris Johnstone und Schlagzeuger Rudy Richman zusammen, um neue Quireboys-Songs aufzunehmen. Unterstützt werden die Musiker außerdem vom Thunder-Gitarristen Luke Morley im Studio sowie auf der Bühne. Guy Bailey starb am 6. April 2023. Spike Gray kündigte an, dass eine Reihe neuer Songs, die er 2022 mit Bailey geschrieben hat, unter dem Namen „The Quireboys“ veröffentlicht werden sollen.
Die Gruppe um Guy Griffin mit Gitarrist Paul Guerin, Keyboarder Keith Weir, Bassist Nick Mailing und Schlagzeuger Pip Mailing setzte ihre Zusammenarbeit ebenfalls fort, wobei Spikes Part am Mikrofon bei der nach der Trennung anstehenden Tour von Griffin übernommen wurde. Hierdurch entstanden zwei Formationen, die beide den Namen „The Quireboys“ nutzten. Es kam zu verbalen Auseinandersetzungen um die Nutzung des Bandnamens. Im Herbst 2024 gab dann die Gruppe um Griffin bekannt, sich in Black Eyed Sons umzubenennen, um sich wieder auf die Musik zu konzentrieren.

## Diskografie

### Alben
| Jahr | Titel                   | Höchstplatzierung, Gesamtwochen, AuszeichnungChartplatzierungen (Jahr, Titel, Platzierungen, Wochen, Auszeichnungen, Anmerkungen) | Höchstplatzierung, Gesamtwochen, AuszeichnungChartplatzierungen (Jahr, Titel, Platzierungen, Wochen, Auszeichnungen, Anmerkungen) | Höchstplatzierung, Gesamtwochen, AuszeichnungChartplatzierungen (Jahr, Titel, Platzierungen, Wochen, Auszeichnungen, Anmerkungen) | Anmerkungen |
| Jahr | Titel                   | DE | CH | UK | Anmerkungen |
| ---- | ----------------------- | --- | --- | --- | ----------- |
| 1990 | A Bit of What You Fancy | DE41 (15 Wo.)DE | CH20 (2 Wo.)CH | UK2 Gold · (15 Wo.)UK |             |
| 1993 | Bitter Sweet & Twisted  | — | — | UK31 (2 Wo.)UK |             |

Weitere Alben
- 1990: Recorded Around the World
- 1995: From Tooting to Barking
- 2000: Lost in Space
- 2001: This Is Rock ’N’ Roll
- 2002: Masters of Rock
- 2003: 100% Live 2002
- 2004: Well Oiled
- 2008: Best of the Quireboys; Homewreckers & Heartbreakers
- 2009: Halfpenny Dancer
- 2013: Beautiful Curse
- 2014: Black Eyed Sons; This Is Rock ’N’ Roll II (Re-Release)
- 2015: St. Cecilia and the Gypsy Soul
- 2016: Twisted Love
- 2017: White Trash Blues
- 2019: Amazing Disgrace[7]
- 2024: Wardour Street

### Singles
| Jahr | Titel Album                                            | Höchstplatzierung, Gesamtwochen, AuszeichnungChartplatzierungen (Jahr, Titel, Album, Platzierungen, Wochen, Auszeichnungen, Anmerkungen) | Höchstplatzierung, Gesamtwochen, AuszeichnungChartplatzierungen (Jahr, Titel, Album, Platzierungen, Wochen, Auszeichnungen, Anmerkungen) | Höchstplatzierung, Gesamtwochen, AuszeichnungChartplatzierungen (Jahr, Titel, Album, Platzierungen, Wochen, Auszeichnungen, Anmerkungen) | Anmerkungen |
| Jahr | Titel Album                                            | DE | CH | UK | Anmerkungen |
| ---- | ------------------------------------------------------ | --- | --- | --- | ----------- |
| 1988 | Mayfair –                                              | — | — | UK95 (1 Wo.)UK |             |
| 1988 | There She Goes Again –                                 | — | — | UK87 (3 Wo.)UK |             |
| 1989 | 7 O’Clock A Bit of What You Fancy                      | — | — | UK36 (5 Wo.)UK |             |
| 1990 | Hey You A Bit of What You Fancy                        | — | — | UK14 (7 Wo.)UK |             |
| 1990 | I Don’t Love You Anymore A Bit of What You Fancy       | — | — | UK24 (6 Wo.)UK |             |
| 1990 | There She Goes Again / Mislead A Bit of What You Fancy | — | — | UK37 (4 Wo.)UK |             |
| 1992 | Tramps and Thieves Bitter Sweet & Twisted              | — | — | UK41 (3 Wo.)UK |             |
| 1993 | Brother Louie Bitter Sweet & Twisted                   | — | — | UK32 (3 Wo.)UK |             |
| 2005 | Tears in Heaven –                                      | — | — | UK88 (1 Wo.)UK |             |